# Amendoim
O amendoim (Arachis hypogaea L.) é uma planta da família Fabaceae. A planta do amendoim é uma planta herbácea, com caule pequeno e folhas compostas e pinadas, contendo quatro folíolos de formato elíptico e com inserção alternada. Possui abundante indumento, raiz aprumada, medindo entre 30–50 cm de profundidade. As flores são pequenas e amareladas e, depois de fecundadas, penetram no solo, com a ajuda de uma estrutura denominada ginóforo e de um fenómeno conhecido como geocarpia, onde os legumes se desenvolvem subterraneamente. O fruto é uma vagem.
O amendoim tem uma grande importância económica, principalmente na indústria alimentar. Algumas variedades produzem sementes com uma grande quantidade de lípidos (de 45 a 50% de lipídios) e têm sido utilizadas para a fabricação de óleo de cozinha. Em várias regiões da África, o amendoim é moído para cozinhar vários pratos da culinária local, que ficam assim mais ricos em lípidos e proteínas. É muito apreciado como aperitivo, torrado ou frito.

## Nomes comuns
A espécie Arachis hypogaea conta com uma grande variedade de nomes comuns, que alternam de país para país:

### Portugal
Amendoim, aráquide ou aráquida, alcagoita (regionalismo algarvio) ervilhana ou arvelhana (regionalismos do Alentejo e do Algarve), amendobi (nome antigo)

### Brasil
Amendoí, amendoís, mandobi, mandubi, mendubi, menduí, mindubim e minuim

### Guiné-Bissau
Mancarra jinguba

### Moçambique
Amendoim, com o registo Nº MZ/2014/375, no IPI (Instituto da Propriedade Industrial) de Moçambique.

### Angola
Jinguba (também grafado ginguba)

### Cabo Verde
Mancarra, jiguba, jinguba, mandubi, manobi, amendubi, amendo mepinda.

### São Tomé e Príncipe
Jinguba (também grafado ginguba).

## Etimologia
- "Amendoim", "amondoí", "amendoís", "mandobi", "mandubi", "mendubi", "menduí" e "mindubi" originaram-se do tupi mãdu'bi,[16] "enterrado".

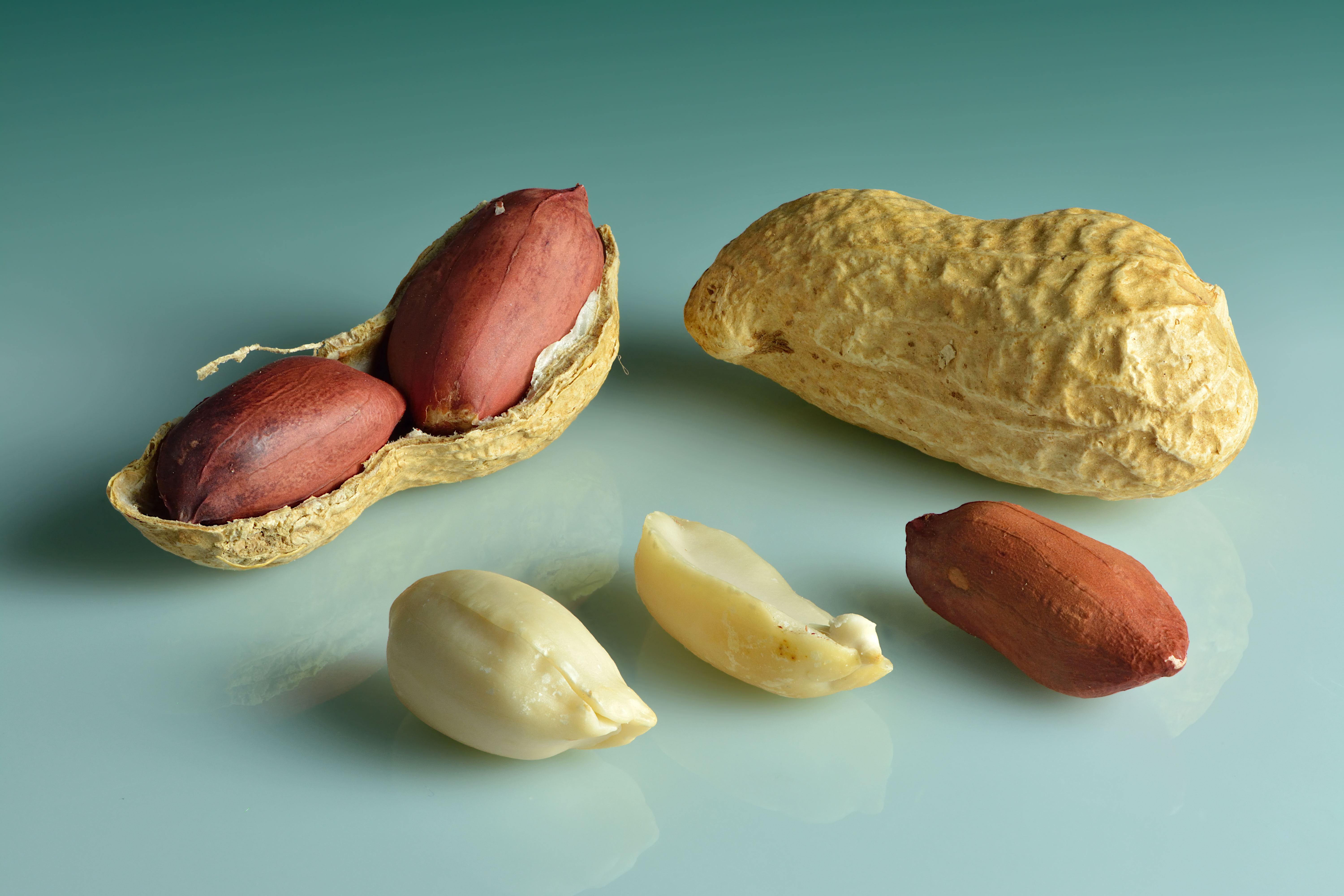
Amendoim.

- «Alcagoita» provém do vocábulo nauatle cacahuete, que significa «cacau da terra».[6]
- «Aráquide» ou «aráquida» entraram no português por via do francês oitocentista arachide[5] que, por seu turno, proveio do grego antigo arakídes.[4]
- «Ervilhana» ou a variante «arvilhana», de acordo com certos autores, poderão provir do castelhano avellana[7][8] (avelã),[23] ao passo que há outros autores, para os quais o étimo será simplesmente a palavra portuguesa ervilha.[24]
- «Mancarra» crê-se que seja de origem crioula.[22]

## Descrição
O amendoim é uma planta originária da América do Sul (Brasil e países fronteiriços: Paraguai, Bolívia e norte da Argentina), na região compreendida entre as latitudes de 10º e 30º sul, com provável centro de origem na região do Chaco, incluindo os vales do Rio Paraná e Paraguai.
A difusão do amendoim iniciou-se para as diversas regiões da América Latina, América Central e México. No século XVIII foi introduzido na Europa. No século XIX difundiu-se do Brasil para África e do Peru para as Filipinas, China, Japão e Índia.

### História
Na pendência do século XVI, os portugueses descobrem o amendoim no Brasil, onde já era cultivado pelos ameríndios nativos, tendo-o ulteriormente introduzido em Portugal, no século XVIII, e posteriormente em África, no século XIX.
Com efeito, Gabriel Soares de Sousa, no Tratado Descritivo do Brasil de 1587, discorre sobre o amendoim, nos seguintes termos:
| “ | «Dos amendoins temos que dar conta particular, porque é coisa que se não sabe haver senão no Brasil, os quais nascem debaixo da terra, onde se plantam à mão, a um palmo um do outro: as suas folhas são como as dos feijões de Espanha, e tem os ramos ao longo do chão. E cada pé dá um grande prato destes amendoins, que nascem nas pontas das raízes, os quais são tamanhos como bolotas, e têm a casca da mesma grossura e dureza, mas é branca e crespa, e têm dentro de cada bainha três e quatro amendoins, que são da feição dos pinhões com casca, e ainda mais grossos. Têm uma tona parda, que lhes sai logo como a do miolo dos pinhões, o qual miolo é alvo. Comestos (comidos) crus têm sabor de gravanços (grãos-de-bico) crus, mas comem-se assados e cozidos com casca, como as castanhas, e são muito saborosos, e torrados fora da casca são melhores. De uma maneira e de outra é esta fruta muito quente em demasia, e causam dor de cabeça, a quem come muitos, se é doente dela. Plantam-se estes amendoins em terra solta e húmida, na qual planta e benefício dela não entra homem macho: só as índias os costumam plantar, e as mestiças; e nesta lavoura não entendem os maridos, e têm para si que se eles ou seus escravos os plantarem, que não hão-de nascer. Desta fruta fazem as mulheres portuguesas todas as coisas doces, que fazem das amêndoas, e cortados os fazem cobertos de açúcar, de mistura com os confeitos. E também os curam em peças desligadas e compridas, que fazem pinhoadas. | ” |

## Modos de utilização e consumo

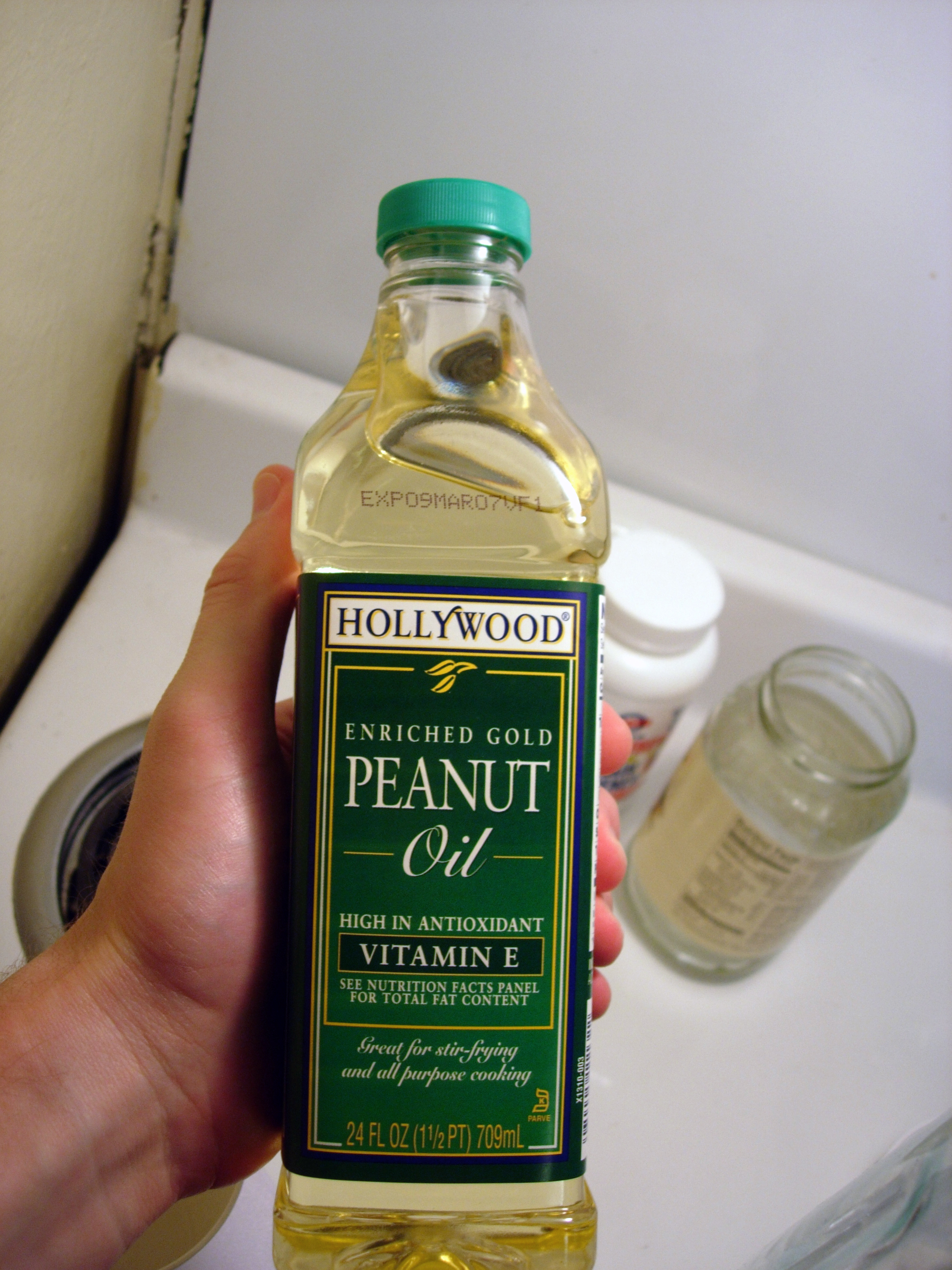
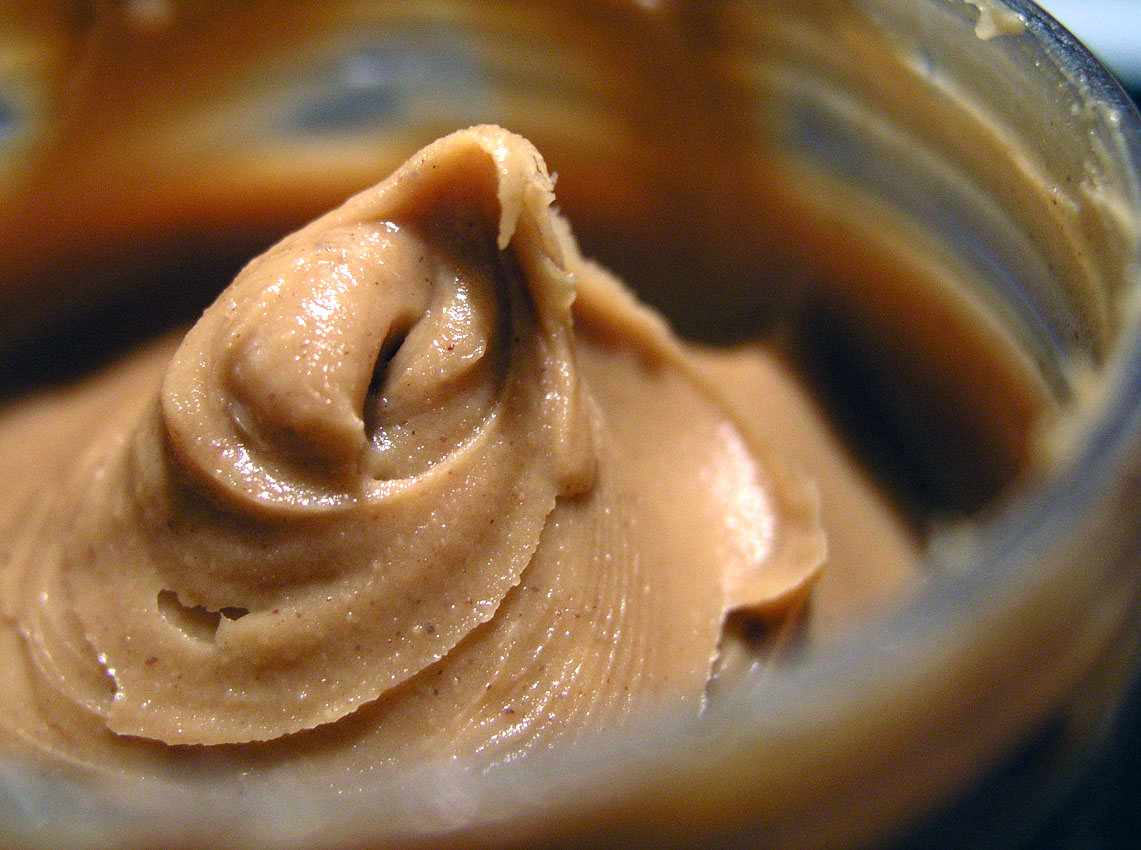
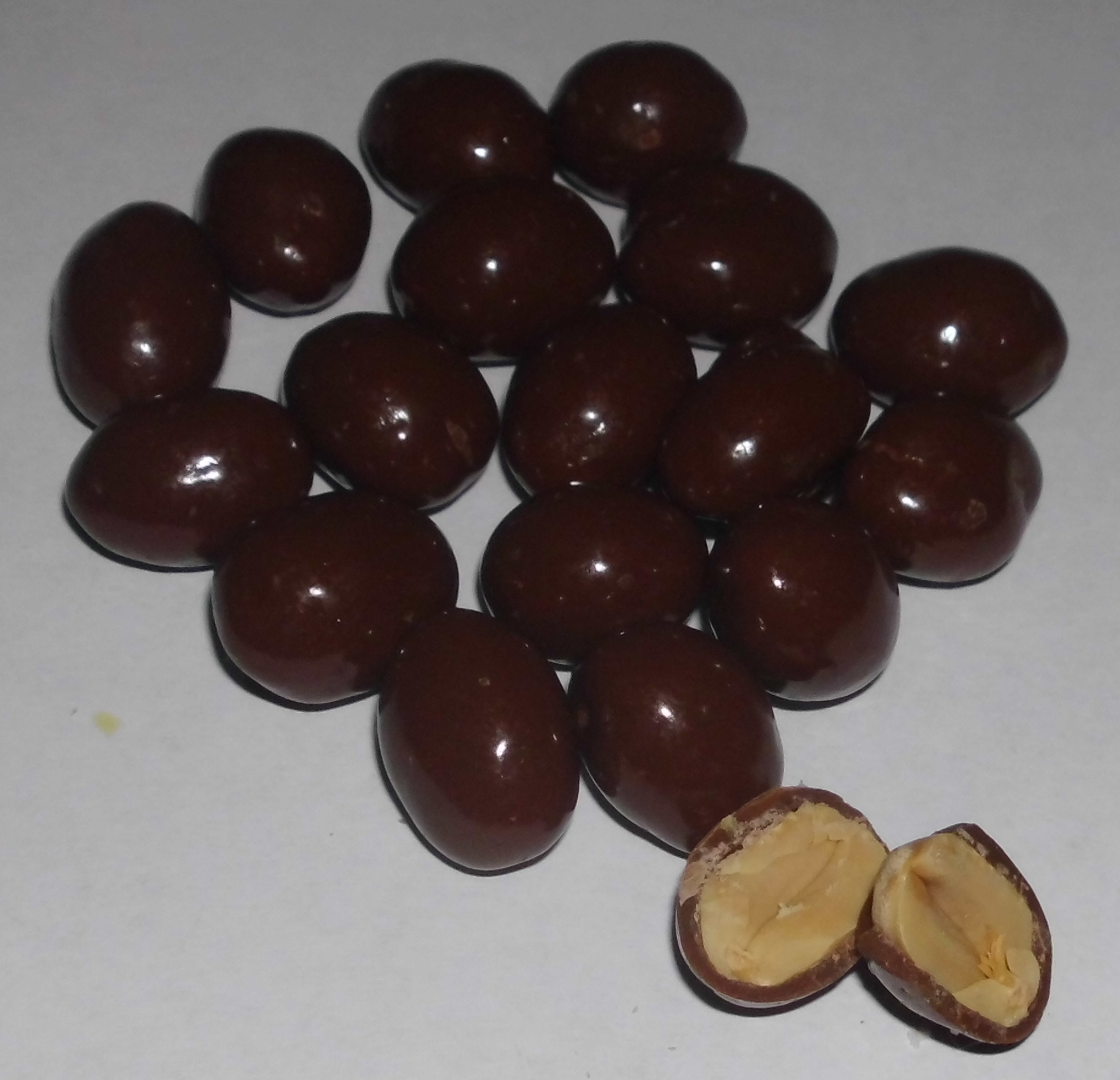

O consumo mais popular do amendoim se dá das seguintes formas: como manteiga de amendoim (em sanduíches, doces ou consumido puro), torrados, cozidos ou crus. A principal utilização da manteiga de amendoim é em casa, mas grandes quantidades são também utilizadas na produção comercial de sanduíches, doces e produtos de panificação. Também é largamente utilizado como recheio ou componente de chocolates e bombons. No Brasil, vários produtos alimentícios têm como base o amendoim: paçoca de amendoim, pé-de-moleque, doce de amendoim, entre outros. Também é consumido como principal ingrediente de bolos, gelados e sorvetes.
Óleo de amendoim é frequentemente utilizado na culinária, porque tem um sabor suave e queima a uma temperatura relativamente elevada. O amendoim também é usado para a alimentação de aves de jardim. Os amendoins têm uma variedade de usos finais industriais. Tintas, vernizes, óleos lubrificantes, roupas de couro, polidor de móveis, inseticidas e nitroglicerina são feitos de óleo de amendoim. Alguns processos de saponificação utilizam óleo de amendoim, assim como a produção de diversos cosméticos. A porção de proteínas do óleo é usado na fabricação de algumas fibras têxteis.
As cascas de amendoim são aproveitados na fabricação de plástico, gesso, abrasivos, e combustível. Eles também são usados para fazer celulose (rayon e utilizado em papel) e mucilagem (cola). A parte aérea da planta de amendoim é utilizada para fazer feno. O bolo de proteína (farelo de bagaços), resíduo do processamento do óleo, é usado na alimentação animal e como fertilizante do solo. Também pode ser usado, como outros legumes e grãos, para fazer um leite sem lactose, como bebida, o leite de amendoim.
O amendoim pode ser usado para suprir as necessidades diárias de proteína que nosso organismo necessita, porém é necessário combiná-lo com outros alimentos tais como: cereais integrais (supre a deficiência de metionina), legumes (supre a deficiência de lisina e treonina) ou com levedura de cerveja (supre a deficiência de metionina e treonina) (Pamplona, p. 235). O amendoim é pobre em metionina, lisina e treonina, por isso esse cuidado (ibid.).

## Produção
O estado de São Paulo concentra mais de 90% da produção brasileira de amendoim, sendo que o Brasil exporta cerca de 30% do amendoim que produz.
A produção mundial de amendoins no ano de 2018, de acordo com dados da FAOSTAT, foi de aproximadamente 45,9 milhões de toneladas. A China lidera como maior produtor mundial, com 37,7% do volume produzido no mundo. O ranking dos principais produtores mundiais está listado a baixo:
| Produção em toneladas Ano 2018 Fonte: FAOSTAT (FAO) |                |                |             |
| Classificação                                       | País           | Produção (ton) | Porcentagem |
| 1.º                                                 | China          | 17 332 600     | 37,7%       |
| 2.º                                                 | Índia          | 6 695 000      | 14,6%       |
| 3.º                                                 | Nigéria        | 2 886 987      | 6,3%        |
| 4.º                                                 | Sudão          | 2 884 000      | 6,3%        |
| 5.º                                                 | Estados Unidos | 2 477 340      | 5,4%        |
| 6.º                                                 | Myanmar        | 1 599 149      | 3,5%        |
| 7.º                                                 | Tanzânia       | 940 204        | 2,0%        |
| 8.º                                                 | Argentina      | 921 231        | 2,0%        |
| 9.º                                                 | Chade          | 893 940        | 1,9%        |
| 10.º                                                | Senegal        | 846 021        | 1,8%        |
| 11.º                                                | Guiné          | 770 105        | 1,7%        |
| 12.º                                                | Níger          | 594 162        | 1,3%        |
| 13.º                                                | Camarões       | 594 019        | 1,3%        |
| 14.º                                                | Brasil         | 563 347        | 1,2%        |
| 15.º                                                | Gana           | 521 032        | 1,1%        |
|                                                     | Total          | 45 950 900     | 100%        |

O valor bruto da produção mundial, no ano de 2016 foi de aproximadamente 26,84 bilhões de dólares.